# Tsuru (cidade)
Tsuru (都留市 -shi) é uma cidade japonesa localizada na província de Yamanashi.
Em 2003, a cidade tinha uma população estimada em 35 108 habitantes e uma densidade populacional de 217,28 h/km². Tem uma área total de 161,58 km².
Recebeu o estatuto de cidade a 29 de Abril de 1954.

## Cidade-irmã
- Hendersonville, EUA